# TDC (Unternehmen)
TDC A/S (Tele Danmark Communications) ist die größte Telefongesellschaft Dänemarks. Das Unternehmen ist auch in verschiedenen europäischen Ländern aktiv, unter anderem in Deutschland. Insgesamt hat das Telekommunikationsunternehmen TDC mehr als 13 Millionen Kunden (2005). In Dänemark hat TDC einen hohen Anteil am Festnetz- und Mobiltelefonmarkt.
TDC gliedert sich in fünf Tochtergesellschaften: TDC Totalløsninger, TDC Mobile International, TDC Kabel TV, TDC Switzerland, TDC Services. Die Gesellschaften der TDC haben insgesamt 14.000 Mitarbeiter in Dänemark und 6.000 in den übrigen Ländern. 2005 hatte der Konzern einen Umsatz von 46,6 Milliarden Dänischen Kronen (rund 5,8 Milliarden Euro).

## Geschichte

### 19. Jahrhundert
Im Jahr 1879 wurde Kjøbenhavns By- og Hustelegraf von dem Telegrafieingenieur Severin Lauritzen und dem Telefonisten Th. Thaulow gegründet. Die Firma errichtete private Telefonleitungen über kurze Distanzen, zum Beispiel zwischen einem Büro und einer Fabrik. Außerdem bot sie in Kopenhagen den Telegrafendienst an, insbesondere mit kleinen Telegrafiestationen in der ganzen Stadt, die miteinander telefonisch kommunizierten. 1881 etablierte sich die amerikanische The International Bell Telephone Co. in Dänemark und eröffnete die erste öffentliche Telefonzentrale.
Carl Frederik Tietgen sah die großen Perspektiven für die Telefonie voraus und arbeitete daran, das Telefonnetz in dänische Hände zu bekommen. Das gelang 1882, als die Kjøbenhavns Telefon-Selskab gegründet wurde, welche die beiden bestehenden Telefongesellschaften übernahm. Die Gesellschaft wechselte 1894 ihren Namen und hieß nun Kjøbenhavns Telefon Aktie-Selskab (KTAS).
In den Jahren von 1883 bis 1884 wurden 57 Telefongesellschaften in den größeren Städten Dänemarks gegründet, von denen 32 weniger als 100 Teilnehmer hatten.
Nach 1890 wurde erkannt, dass die Telefonie ein wichtiges Kommunikationsmittel mit großer gesellschaftlicher Bedeutung geworden war. Der dänische Reichstag beschloss, dass dieser Bereich reguliert werden sollte. Mit dem Gesetz von 1897 wurde der staatliche Einfluss auf die Telefonie festgelegt. Der dänische Staat gab die Rechte zum Betreiben eines Telefonnetzes in Konzessionen an eine Anzahl von regionalen Telefongesellschaften.

### 20. Jahrhundert
1900 gab es nur noch elf konzessionierte Gesellschaften und zwei weitere, die ihre Netze zwar betreiben durften, aber nicht expandieren durften.
In den folgenden Jahrzehnten fusionierten die Gesellschaften. Bei der Erneuerung der Konzessionsrechte in den Jahren 1921 bis 1922 waren noch sieben, und nach 1947 nur noch drei Gesellschaften übrig: KTAS, Fyns Kommunale Telefonselskab (vor 1991 Fyns Telefon A/S) und Jydsk Telefon-Aktieselskab. Daneben gab es noch eine Reihe von staatlichen Telefongesellschaften, unter anderem in Sønderjylland, das erst 1920 zu Dänemark gekommen war, und Møn, die zum staatlichen Post- und Telegrafenwesen gehörten. Das staatliche Telefonwesen war außerdem für die Telefonleitungen zwischen den Landesteilen und dem Ausland zuständig.

In der Zeit von 1939 bis 1942 übernahm der dänische Staat ungefähr 50 % der Aktien der privaten Telefongesellschaften und hielt Anteile an der Fyns Kommunale Telefonselskab.
1987 wurde die Postbehörde (Post- og Telegrafvæsenet) aufgelöst. Die Aufgaben in der Telekommunikation gingen in den Statens Teletjeneste (ab 1990 Telecom A/S) über. Das Telefonnetz in Sønderjylland og auf Møn wurde der neu gegründeten Tele Sønderjylland (ab 1990 Tele Sønderjylland A/S) og KTAS übertragen.
Ende 1990 wurde die Holding Tele Danmark A/S ins Leben gerufen, die zu 100 % in staatlichem Besitz war. Alle bestehenden Aktivitäten des dänischen Staates innerhalb der Telekommunikation wurden hier zusammengefasst. Privaten Aktieninhabern wurden Übernahmeangebote unterbreitet, bzw. gezwungen, ihre Aktien umzutauschen.
1994 wurde der staatliche Anteil an den Aktien auf 41 % begrenzt. Die dafür erforderliche Neuemission von Aktien am Kapitalmarkt erbrachte 19,3 Milliarden Dänische Kronen (rund 2,4 Milliarden Euro).
Erst 1995 wurde eine große nationale Telefongesellschaft gegründet, die den Namen Tele Danmark erhielt.
1996 wurde der Markt für das Festnetz in Dänemark liberalisiert und Tele Danmark verlor seine Monopolstellung wieder. 1997 verkaufte der Staat 42 % seiner Anteile an die amerikanische Telefongesellschaft Ameritech. Ein Jahr darauf wurden auch die letzten Aktien in Staatsbesitz verkauft und gleichzeitig wurde Ameritech von SBC übernommen.

### 21. Jahrhundert
Im Jahr 2000 änderte Tele Danmark ihren Namen zu TDC. Seit 2004 wurden die Anteile durch SBC wieder verkauft, so dass TDC zunächst keinen Großaktionär mehr hatte. Im November 2005 boten fünf internationale Private-Equity-Gesellschaften für 90 % der Aktien der TDC 76 Milliarden Kronen (rund 10 Mrd. Euro).
Die Minderheitsbeteiligung am österreichischen Mobilfunkanbieter one wurde am 20. Juni 2007 an Orange und den ungarischen Investor Mid Europa verkauft.
Ein im Mai 2014 eröffnetes, dänischsprachiges Call-Center in der Flensburger Holm-Passage mit 200 Arbeitsplätzen nutzt den Standortvorteil der Dänischen Minderheit in Südschleswig.